# Кралль, Ханна
Ханна Краль (пол. Hanna Krall, 20 мая 1935, Варшава) — польская писательница и журналистка.

## Биография
Из еврейской семьи. Выросла в Люблине. В годы войны скрывалась, её отец и многие родственники погибли. После войны воспитывалась в детском доме. Окончила Варшавский университет. С 1955 года работала в столичной газете Życie Warszawy. В 1966—1969 годах была корреспондентом еженедельника Polityka в СССР, в 1969—1981 годах — сотрудница Политики, ушла из редакции после объявления военного положения. Работала в кино, преподавала журналистику. С начала девяностых годов сотрудничала с Gazeta Wyborcza. По её сценариям сняты фильмы Яна Якуба Кольского и Кшиштофа Кесьлёвского («Декалог 8»), с которым она дружила. Ей принадлежат воспоминания о К. Паустовском.
Член Союза писателей Польши.

## Книги
- Na wschód od Arbatu, Warszawa: Iskry, 1972 (репортажи из СССР)
- Zdążyć przed Panem Bogiem, Kraków: Wydawnictwo Literackie, 1977 (роман о Варшавском гетто, в соавторстве с Мареком Эдельманом)

русск.пер.: Ханна Кралль. Опередить Господа Бога. М., Текст, 2011.
- Sześć odcieni bieli, Warszawa: Czytelnik, 1978
- Sublokatorka, Paryż: Libella, 1985; Kraków 1985
- Okna, Londyn: Aneks, 1987; Warszawa 1987
- Trudności ze wstawaniem, Warszawa 1988 (официальное издание — Warszawa: Alfa, 1990)
- Hipnoza, Warszawa: Alfa, 1989
- Taniec na cudzym weselu, Warszawa: BGW, 1993
- Co się stało z naszą bajką, Warszawa: Twój Styl, 1994 (повесть для детей)
- Dowody na istnienie, Poznań: Wydawnictwo a5, 1995
- Tam już nie ma żadnej rzeki, Kraków: Wydawnictwo a5, 1998
- To ty jesteś Daniel, Kraków: Wydawnictwo a5, 2001
- Wyjątkowo długa linia, Kraków: Wydawnictwo a5, 2004 (литературная премия Нике, 2005)
- Spokojne niedzielne popołudnie, Kraków: Wydawnictwo a5, 2004
- Król kier znów na wylocie, Warszawa: Świat Książki, 2006 (номинация на премию Angelus)
- Żal, Warszawa: Świat Książki, 2007
- Różowe strusie pióra, Warszawa: Świat Książki, 2009
- Biała Maria, Warszawa: Świat Książki, 2011

## Публикации на русском языке
- Успеть до Господа Бога. magazines.gorky.media. Дата обращения: 23 июля 2025.
- Синдром уцелевших
- Опередить Господа Бога: Повесть/ Пер. с польского Кс. Старосельской. Послесл. Е.Евтушенко. М.: Текст, 2011

## Признание
Большая премия Фонда Культура (1999). Католический орден Ecce Homo (2003). Лейпцигская книжная премия за вклад в европейское взаимопонимание (2000). Премия Гердера за вклад в развитие европейской культуры (2005). Премия Рикарды Хух (2008). Награждена также другими литературными и журналистскими премиями на родине и за рубежом. Её книги переведены на многие языки мира.